# جنگ‌های ایران و یونان
جنگ‌های ایران و یونان مجموعه‌ای از درگیری‌ها میان شاهنشاهی هخامنشی و دولت‌‌شهرهای یونانی بود که در ۴۹۹ پ.م. آغاز شد و تا ۴۴۹ پ.م. ادامه یافت. برخورد بین دنیای سیاسی یونانی‌ها و ایرانی‌ها زمانی آغاز شد که کوروش بزرگ در ۵۴۷ پ.م. منطقه یونانی‌نشین ایونیه را فتح کرد. ایرانی‌ها که برای کنترل شهرهای ایونیا تلاش داشتند، افراد تایرنت را برای حکومت بر هر یک از این شهر‌ها منصوب کردند. این امر سبب بروز مشکلات بسیاری میان یونانی‌ها و ایرانی‌ها شد.
در ۴۹۹ پ.م.، آریستاگوراس، حاکم مِلت، با حمایت ایرانی‌ها، سفری برای فتح جزیره ناکسوس آغاز کرد؛ با این حال، این سفر ناموفق بود، سپس آریستاگوراس گمان کرد که سبب شکست در ماموریتش از مقامش برکنار خواهد شد پس تمام قسمت‌های یونانی‌نشین آسیای صغیر را به شورش علیه ایرانی‌ها تحریک کرد. این شورش، آغازی بر شورش ایونیا بود که تا ۴۹۳ پ.م. ادامه داشت و به تدریج مناطق بیشتری از آسیای صغیر را به داخل درگیری کشاند. در پی این شورش آریستاگوراس موفق شد حمایت نظامی آتن و ارتریا را به دست آورد و در ۴۹۸ پ.م. این نیروها به تصرف و سوزاندن سارد، که پایگاه ایرانی‌ها در این منطقه بود، کمک کردند. داریوش بزرگ، پادشاه ایران، سوگند یاد کرد که از آتن و ارتریا به دلیل این عمل انتقام خواهد گرفت. این شورش ادامه یافت و دو طرف در طول ۴۹۷ تا ۴۹۵ پ.م. به نتیجه‌ای نرسیدند. در ۴۹۴ پ.م.، ایرانی‌ها مجدداً به مرکز اصلی شورش در مِلت حمله کردند. در نبرد لاده، ایونی‌ها شکست قاطعی خوردند و شورش فرو نشست و بقایای آن نیز نهایتا در سال بعد خاموش شد.
داریوش برای ایمن کردن کشور از شورش‌های بیشتر، طرحی برای فتح یونان را اجرائی کرد. اولین حمله ایرانی‌ها به یونان در ۴۹۲ پ.م. آغاز شد، در حالی که سردار ایرانی مردونیه با موفقیت تراکیه و مقدونیه را مجدداً تحت سلطه خود درآورد. در ۴۹۰ پ.م.، نیروی دومی به یونان فرستاده شد، این بار از طریق دریای اژه، تحت فرماندهی داتی‌یه و آرتافرنه انجام شد. در پی این لشکرکشی ابتدا سیکلادها مطیع ایران شدند، سپس ارتریا محاصره، تصرف و ویران شد. با این حال، در حالی که در مسیر حمله به آتن بودند، نیروی ایرانی در نبرد ماراتن توسط آتنی‌ها شکست خورد و تلاش‌های ایرانی‌ها را برای مدتی متوقف شد.
سپس داریوش شروع به برنامه‌ریزی برای فتح کامل یونان کرد، اما در ۴۸۶ پ.م. درگذشت و مسئولیت فتح یونان به پسرش خشایارشا سپرده شد. در ۴۸۰ پ.م.، خشایارشا شخصاً رهبری دومین حمله ایرانیان به یونان را بر عهده گرفت. پیروزی بر سپاه دولت‌‌شهرهای یونانی در نبرد ترموپیل باعث تصرف آتن و بیشتر یونان شد. با این حال، در حالی که ایرانی‌ها به دنبال نابودی ناوگان دولت‌شهرهای یونانی بودند، در نبرد سالامیس شکست سختی خوردند. سال بعد، دولت‌شهرهای یونانی به ایرانی‌ها حمله کرده و در نبرد پلاته ارتش ایران را شکست دادند.
دولت‌شهرهای یونانی، سپس بقایای ناوگان ایرانی را در نبرد میکال نابود کردند، و پس از آن پادگان‌های ایرانی را از سستوس (۴۷۹ پ.م.) و بیزانتیوم (۴۷۸ پ.م.) تصرف کردند. پس از خروج ایرانی‌ها از اروپا و پیروزی یونان در میکال، مقدونیه و دولت‌شهرهای ایونیا استقلال خود را به دست آوردند. سپس اقدامات ژنرال پائوسانیاس در محاصره بیزانتیوم بسیاری از دولت‌شهرهای یونانی را از اسپارت جدا کرد و بنابراین اتحادی ضد ایرانی‌ها به رهبری آتن، به نام اتحادیه دلوس، تشکیل شد. اتحادیه دلوس به مدت سه دهه دیگر به مبارزه با ایرانی‌ها ادامه داد، که با اخراج پادگان‌های باقی‌مانده ایرانی‌ها از اروپا آغاز شد. در نبرد یوریمدون در ۴۶۶ پ.م.، اتحادیه دلوس پیروزی شکننده‌ای به دست آورد که سرانجام آزادی شهرهای ایونیا را تضمین کرد. با این حال، دخالت اتحادیه دلوس در شورش مصری‌ها توسط ایناروس دوم علیه اردشیر یکم (از ۴۶۰ تا ۴۵۴ پ.م.) منجر به شکست فاجعه‌بار یونانی‌ها شد و عملیات نظامی آن‌ها ضد ایرانی‌ها متوقف شد. در ۴۵۱ پ.م.، یک ناوگان یونانی به قبرس اعزام شد، اما دستاورد کمی داشت و پس از عقب‌نشینی آن، جنگ‌های ایران و یونان، آرام آرام به پایان نزدیک شد. برخی از منابع تاریخی بیان می‌کنند که پایان خصومت‌ها با یک پیمان صلح بین ایران و آتن، که با نام پیمان کالیاس، شناخته می‌شود، انجام شده است.

## پیش زمینه

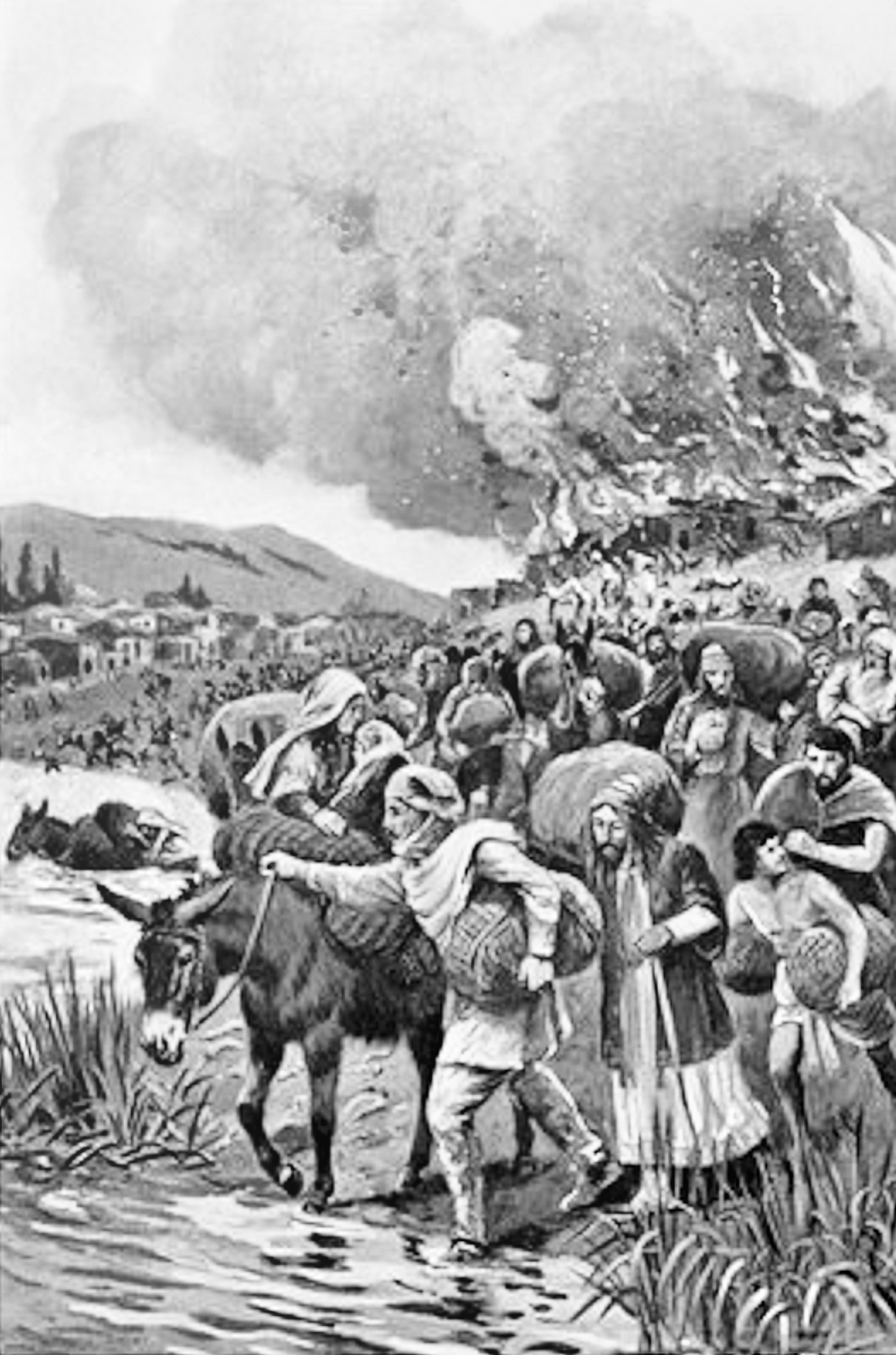
سوزاندن شهر سارد توسط یونانی‌ها و ایونی‌ها در طی شورش ایونیان در سال ۴۹۸ پیش از میلاد.

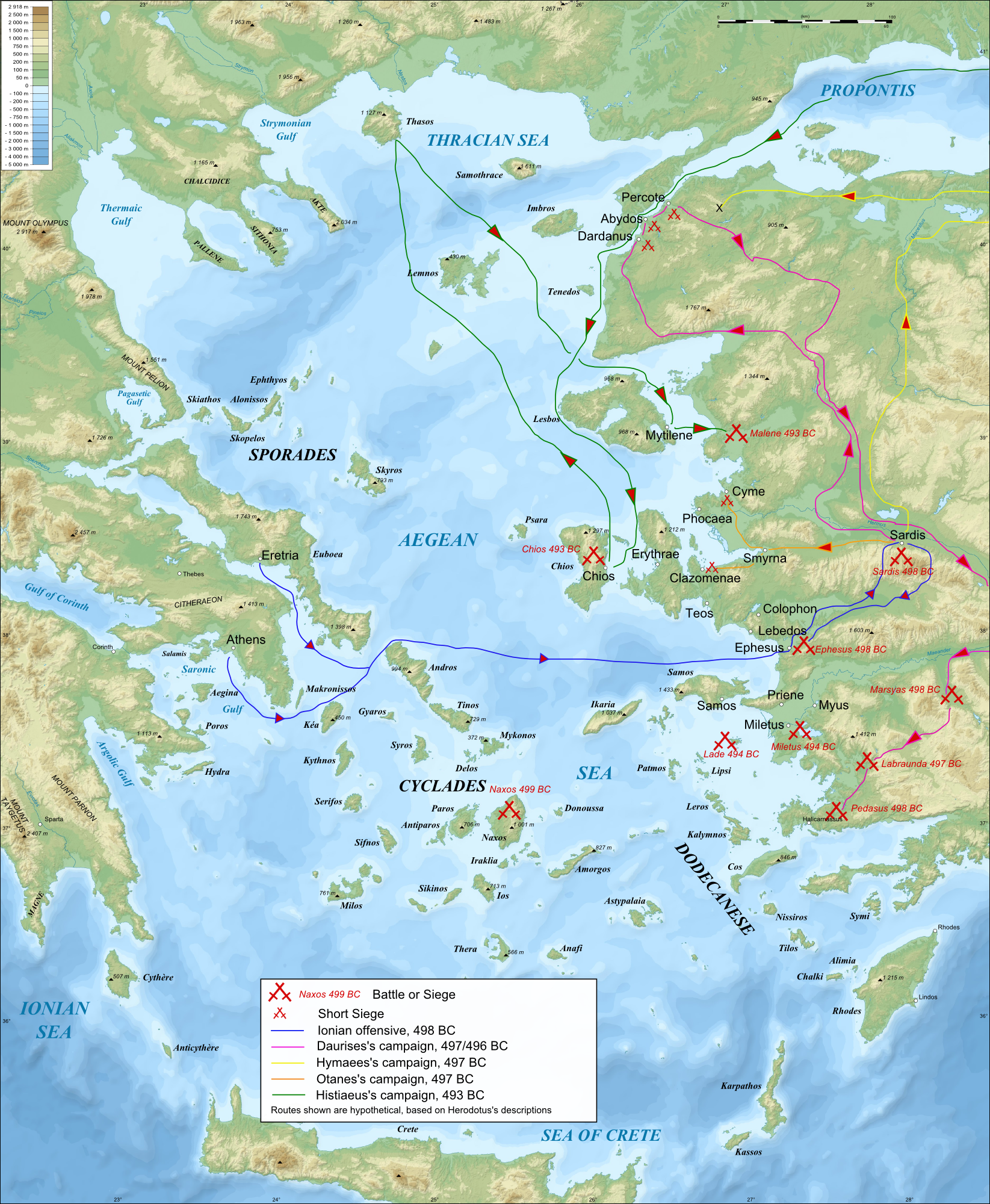
نقشه‌ای که مسیر شورشیان ایونی و لشکرکشی ارتش هخامنشی را، برای سرکوب شورش ایونی‌ها را نشان می‌دهد.

درسال ۴۹۹ ق. م، حاکم دست‌نشانده میلت، آریستاگوراس، با ناوگان و با حمایت ایران و همراهی بغپات شاهزاده و سردار ایرانی به جزیره ناکسوس لشکرکشی کردند تا جزیره را فتح کنند. این عملیات شکست خورد و آریستاگوراس عزل گشت، آریستاگوراس همهٔ شهرهای یونانی آسیای کوچک را به شورش علیه ایرانیان تحریک کرد. این سرآغاز شورش ایونیان بود که تا سال ۴۹۳ ق. م ادامه داشت که به تدریج بیشتر مناطق آسیای کوچک را به جنگ می‌کشاند. آریستاگوراس درسال ۴۹۸ ق. م با کمک‌های نظامی از سوی آتن و ارتریا اقدام به تسخیر و سپس آتش زدن مرکز حکومت ایرانیان در آسیای کوچک یعنی سارد می‌کند. داریوش بزرگ پادشاه ایران با دیدن این عمل، قسم می‌خورد که انتقام خود را از آتن و ارتریا بگیرد. شورش ادامه می‌یابد و دو طرف در طی سالهای ۴۹۷ تا ۴۹۵ ق. م به افزایش درگیری‌ها روی آوردند. در سال ۴۹۴ ق. م هخامنشیان به مرکز شورش واقع در میلت حمله می‌کنند. در نبرد لاده ایونی‌ها شکست قطعی را خورده و شورش تمام می‌شود.

## نخستین تهاجم ایرانیان به یونان

### تسخیر تراکیه و مقدونیه

نقشه‌ای که وقایع نخستین مراحل جنگ‌های یونان و پارس را نشان می‌دهد.

داریوش در تلاش برای حفظ امپراتوری خود از دخالت‌های یونانی‌ها و شورش‌های بیشتر، طرحی را برای تنبیه آتن و ارتریا به علت کمک در شورش و به آتش کشیدن سارد می‌ریزد. تهاجم اول ایرانیان به یونان در سال ۴۹۲ پ. م آغاز شد. ژنرال ارتش ایران، مردونیه موفق به فتح مجدد تراکیه و مقدونیه می‌گردد ولی پس از روی دادن چند حادثه مجبور به بازگشت می‌شود.

### نبرد ماراتون

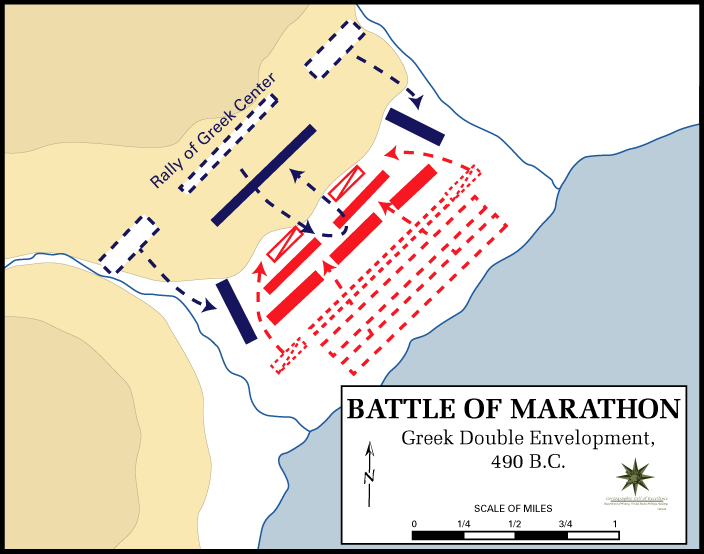
جناحین ارتش متحد یونانی، پارسیان را دربر گرفته است

در سال ۴۹۰ پ. م دومین نیرو به یونان فرستاده می‌شود و این بار در دریای اژه تحت فرماندهی داتیس و آرتافرنه یکم قرار می‌گیرد. این سپاه سیکلادها را مطیع کرده و ارتریا را هم تسخیر و ویران می‌کند. اما در مسیر حمله به آتن، در نبردی موسوم به نبرد ماراتون ایرانیان از یونانی‌ها شکست سختی می‌خورند و عقب‌نشینی می‌کنند و تمام تلاش‌های ایرانیان در این جنگ به هدر می‌رود.

## دومین تهاجم ایرانیان به یونان
داریوش پس از این نبرد شروع به برنامه‌ریزی سپاه بزرگی برای فتح کامل یونان می‌کند اما در ۴۸۶ پ. م فوت می‌کند و پسرش خشایارشا به سلطنت می‌رسد و خود او شخصاً فرماندهی حمله دوم به یونان که بزرگ‌ترین نبرد در تاریخ باستان است را برعهده می‌گیرد.

### نبرد ترموپیل

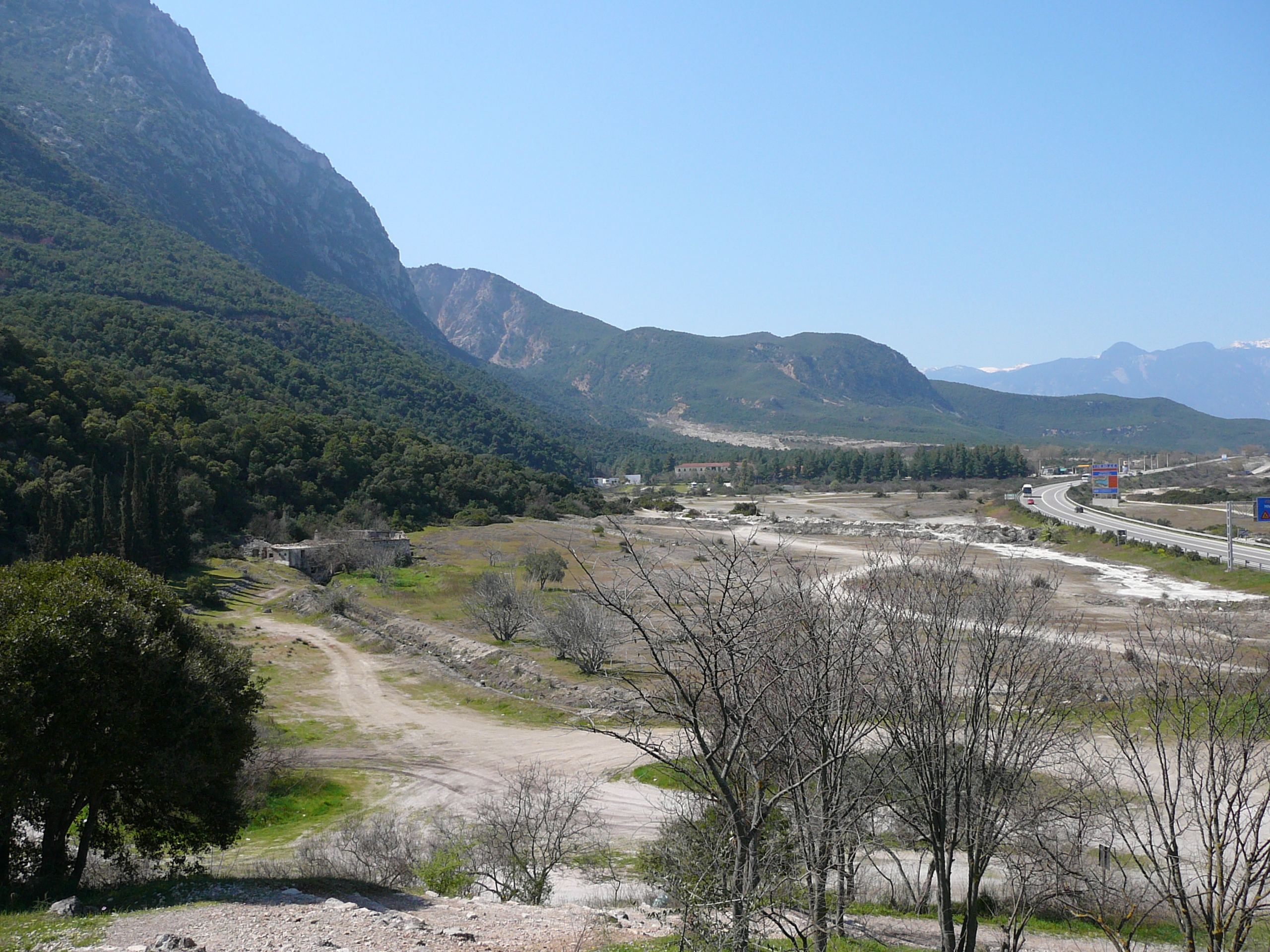
گردنه ترموپیل

ارتش ایران در راه رسیدن به آتن و بعد از تصرف تسالی و تِب و چند دولت‌شهر دیگر، در گردنه‌های شمالی یونان در تنگه‌ای به نام تنگه ترموپیل با سربازان اسپارتی به رهبری لئونیداس و نیروهای متحد یونانی مواجه می‌شود و برای عبور از آنان دچار مشکل می‌گردد. بعد از چندین زد و خورد، تعدادی از نیروهای ایرانی با عبور از میان کوه‌ها به پشت سر نیروهای یونانی رسیده و پس از نبردی سخت توانستند یونانیان را شکست دهند.
پیروزی در برابر نیروهای متحد یونانی در نبرد ترموپیل باعث شد که ایرانیان به راحتی آتن را تصرف کرده و به آتش بکشند.

### نبرد دریایی آرتمیزیوم

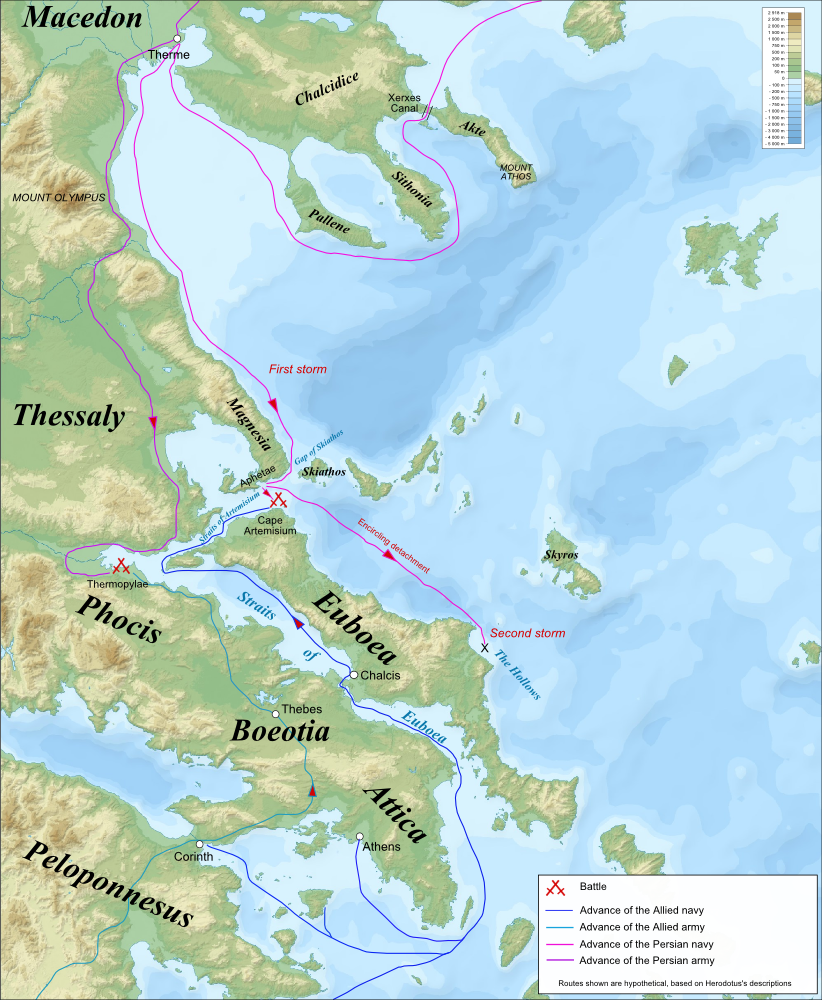
نقشه مربوط به نبرد آرتمیزیوم که پیشرفت نیروهای یونانی و نیروهای ایرانی در ترموپیل و آرتمیزیوم را نشان می‌دهد.

همزمان با درگیری نیروی زمینی ایران و اسپارت در ترموپیل، آن‌سوتر در خلیج آرتمیزیوم ناوگان دریایی ایران با توفان روبرو شده و خسارات زیادی دیدند. ناوگان آتن به دستور تمیستوکلس با این گمان که ایرانیان نابود شده‌اند، به آنجا شتافتند ولی ایرانیان را آماده دیدند. این نبرد با شکست یونانیان و فتح آتن به دست خشایارشا به فرجام رسید.

### نبرد دریایی سالامیس
با این حال ایرانیان به دنبال نابود کردن ناوگان‌های یونانی وارد خلیج سالامیس شده‌اند اما به علت بزرگی کشتی‌ها و کوچک بودن خلیج، کشتی‌های ایرانی به هم برخورد می‌کردند و بخش اعظمی از ناوگان ایرانیان نابود شده و ایرانیان تلفات سختی داده و عقب‌نشینی کردند. سال بعد ایرانیان نیروی دیگری به یونان به سرداری مردونیه فرستادند که یونانیان موفق به شکست ایرانیان و کشتن مردونیه می‌گردند و بدین ترتیب تهاجم ایرانیان به خاک یونان تمام می‌شود.

### نبرد پلاته

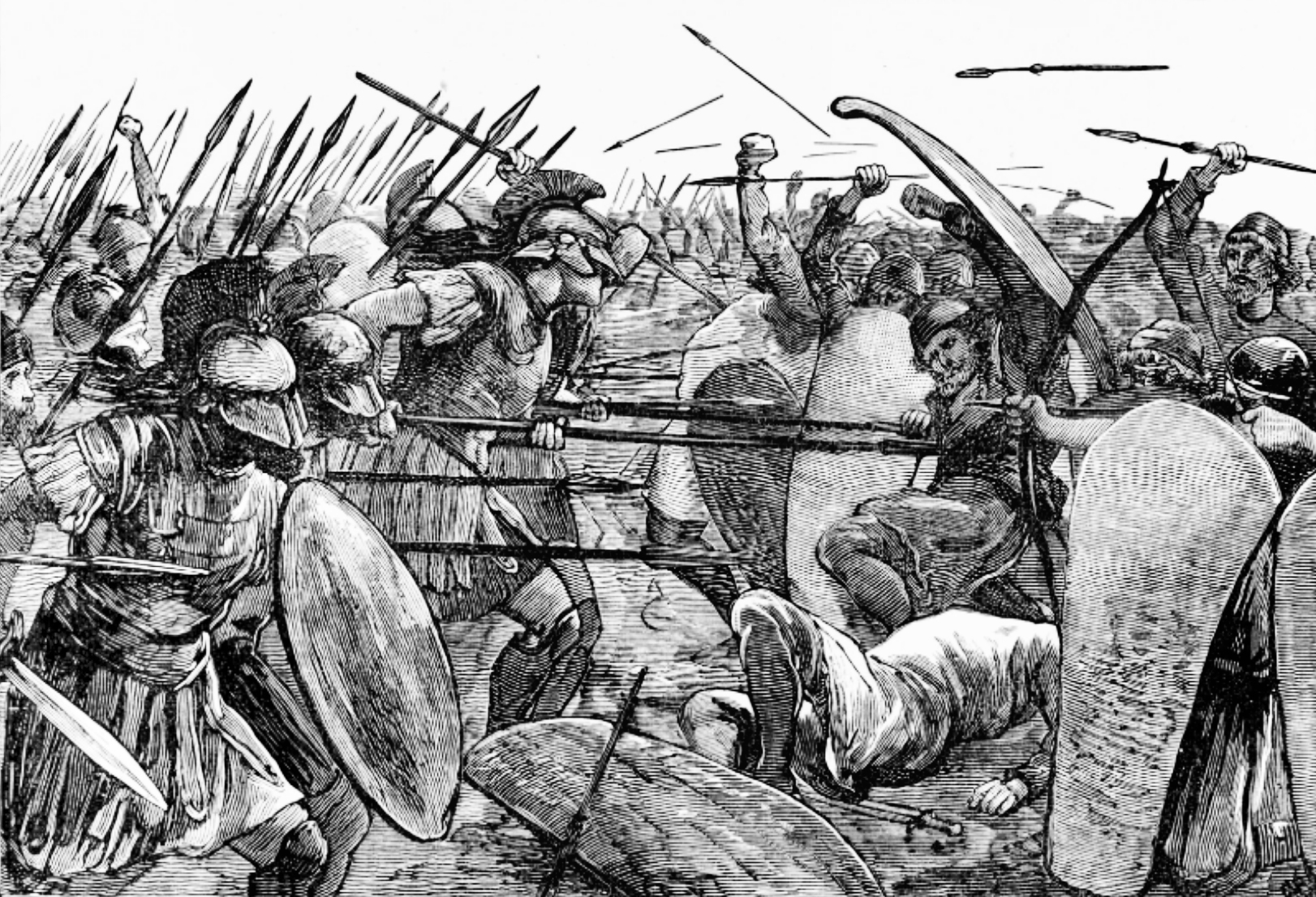
اسپارتی‌ها در نبرد پلاته علیه نیروهای پارسی می‌جنگند. تصویرگری قرن نوزدهم.

پس از فتح آتن برای دومین بار، به دست مردونیه، سردار سپاه هخامنشی، سپاهیان متحد آتن و اسپارت و دیگر دولت‌شهرها سپاهیان مردونیه را محاصره کرده و شکست دادند.

### نبرد میکال

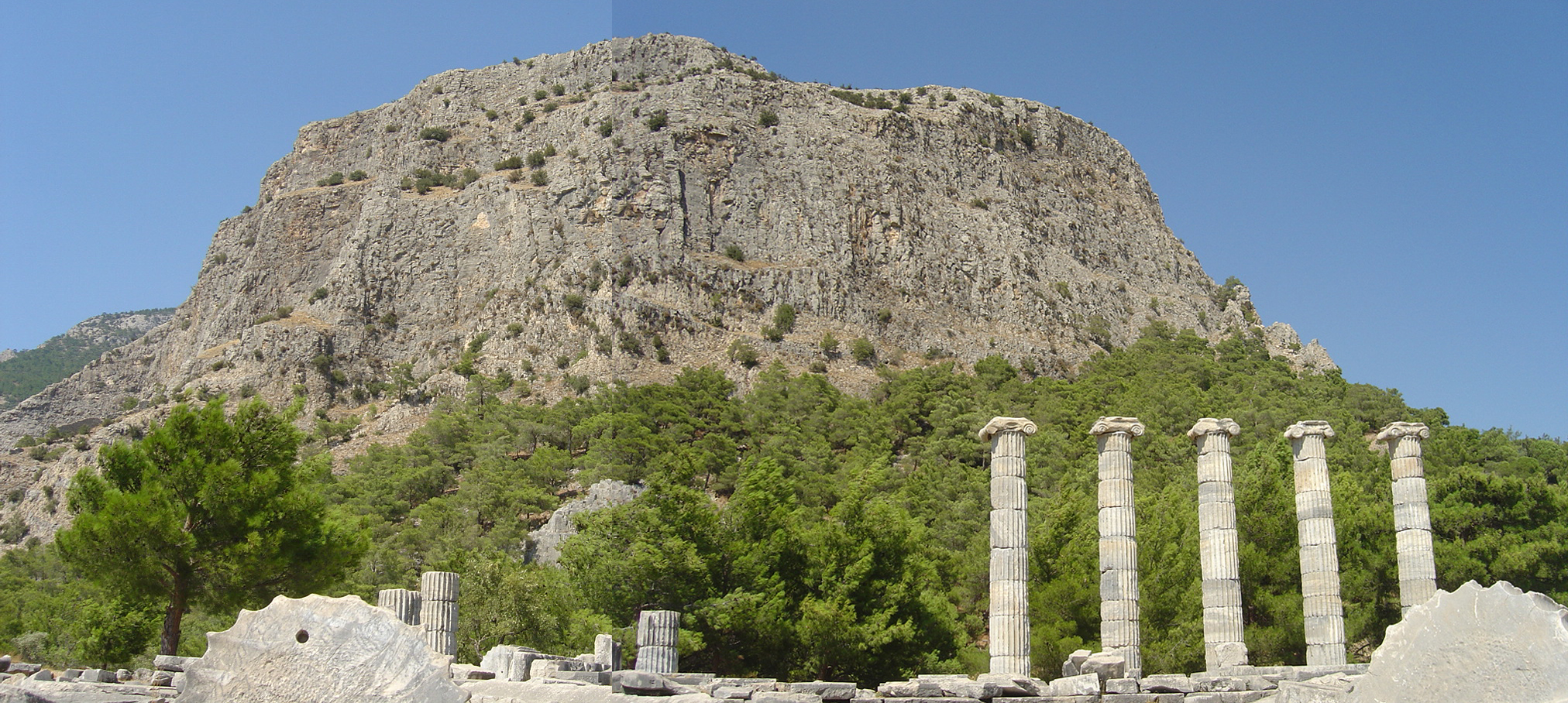
بخشی از کوه میکال و نمایی از از ویرانه‌های شهر پرین.

همزمان با نبرد پلاته، نبرد دریایی ناوگان ایرانی و یونانی در منطقه میکال رخ داد که به پیروزی یونانیان انجامید.
دربارهٔ دوران پس از جنگ پلاته، تاریخ دچار آشفتگی فراوانی است. هرودوت کتاب خود را در اینجا پایان می‌دهد. توکودیدس تاریخ‌نویس یونانی به بازگشت دو طرف به خانه پس از سالامیس اشاره کرده و حتی از پلاته هم سخن نمی‌گوید. او می‌نویسد: «سردار آتن، تمیستوکلس و فرمانده اسپارت، پائوسانیاس، هر دو از مزدوران و همپیمانان ایران بودند.» این کاملاً با نوشتار هرودوت در تناقض است که: بنابر آن شکست ایران از یونانیان، باعث نابودی هژمونی ایران در دریای اژه و یونان شد.

## اتحادیه دلوس
یونانیان متحد پیروزی‌های خود را در شکست باقی ناوگان ایرانی در نبرد میکال و بیرون راندن سربازان هخامنشی از سستوس (۴۷۹ پ. م) و بیزانتیوم (۴۷۸ پ. م) دنبال کردند. پس از شکست ایران و خروج از اروپا، مقدونیه و ایونیا بار دیگر استقلال خود را بازیافتند. در جریان محاصره بیزانتیوم توسط ژنرال پوزانیاس، بسیاری از دولت‌شهرهای یونانی از اسپارت دلسرد شدند و بنابراین آتن را به ریاست شورای تازه تأسیس ضدایرانی به نام اتحادیه دلوس انتخاب کردند. این اتحادیه فعالیت‌های ضدایرانی را سه دهه همچنان ادامه می‌دهد و پس از تأسیس اتحادیه شروع به اخراج سایر سربازان ایرانی از اروپا می‌کند.

### نبرد یوریمدون

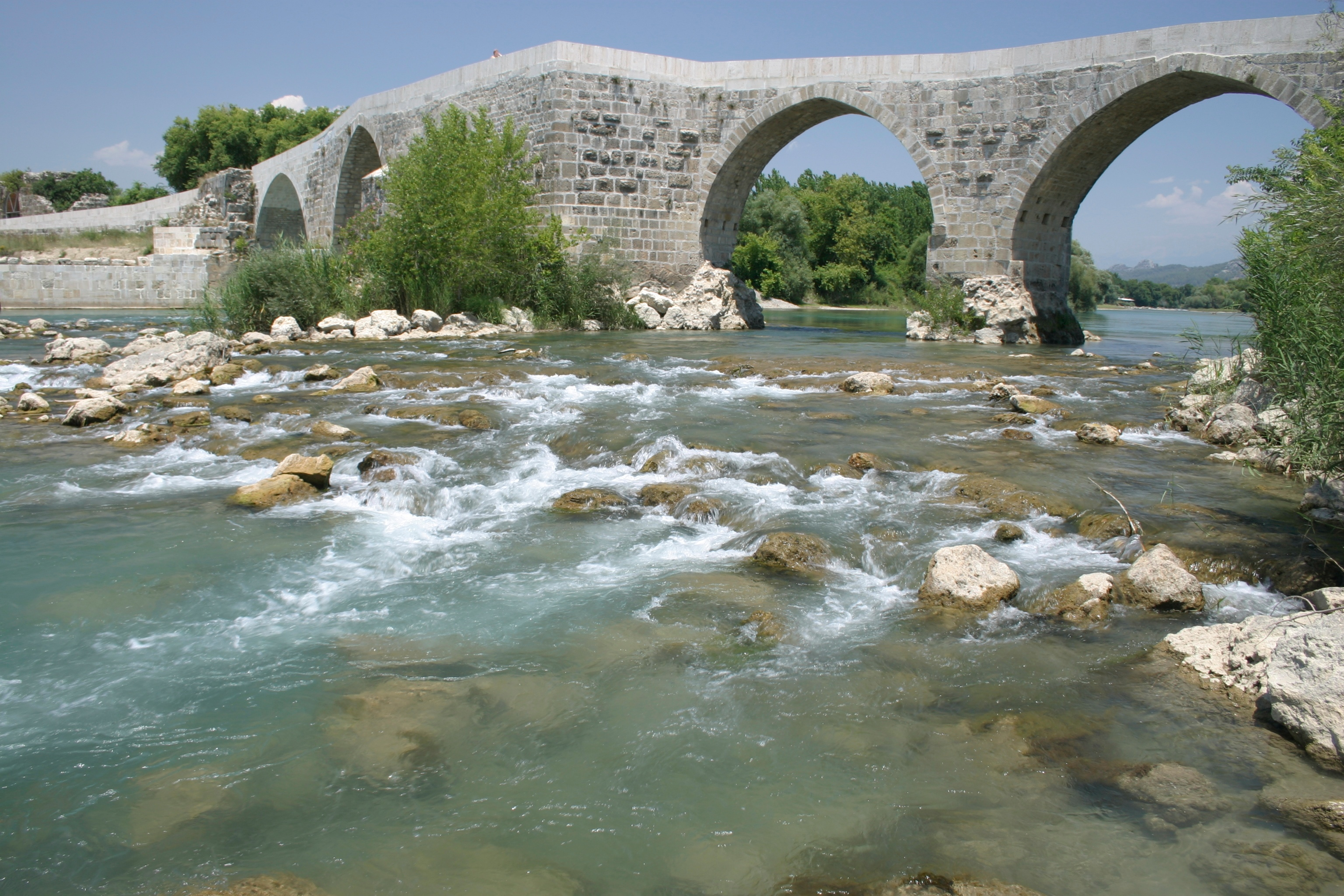
رود یوریمدون، ترکیه امروزی

نبرد یوریمدون (انگلیسی: Battle of the Eurymedon) نبردی بود که در ۴۶۶ یا ۴۶۹ پیش از میلاد بین ناوگان اتحادیه دلوس و ناوگان هخامنشیان روی داد. این نبرد به پیروزی اتحادیه دلوس ختم می‌شود.
در نبرد یوریمدون در سال ۴۶۶ پ. م، اتحادیه پیروزی بزرگی به‌دست می‌آورد و درنتیجه آزادی تمام شهرهای ایونی را فراهم می‌کند.

### دخالت در شورش مصر
با وجود پیروزی‌های متعدد در سرزمین یونان بر ضد سلطه شاهنشاهی هخامنشی، دخالت اتحادیه در شورش مصر به شکست فاجعه‌آمیزی منجر گشت. همچنین در سال ۴۵۱ پ. م یونانیان یک ناوگان به قبرس اعزام می‌کنند اما عقب‌نشینی می‌کند و پس از این واقعی جنگ‌های ایران و یونان به آرامی پایان می‌گیرد. برخی معتقدند این جنگ‌ها با عهدنامه کالیاس به اتمام رسید.

## عهدنامه کالیاس
دیودور و دیگران به پیمان صلح کالیاس میان ایران هخامنشی و دولت‌شهرهای یونانی اشاره دارند که میان اتحادیه دلوس به رهبری آتن و اردشیر یکم هخامنشی شکل گرفت.

## جنگ سرد ایران و یونان
در جریان جنگ پلوپونز، تیسافرن، شهربان هخامنشی شهر سارد و ایونیا در غرب آسیای خّرد (آناتولی) به دستور داریوش دوم، با کمکهای پنهانی به دو طرف جنگ یعنی آتن و اسپارت، تلاش می‌کرد تا آتش جنگ ویرانگر یونان را روشن نگه دارد.
همین دلیل منفور بودن تیسافرن و داریوش دوم در آثار یونانی است. به باور برخی، جنگ پلوپونز، انتقام ایران از یونان بود.
با جایگزینی کوروش کوچک، شاهزاده هخامنشی، به عنوان شهربان آن منطقه، این سیاست به سود اسپارت تغییر کرد و در نتیجه، اتحادیه پلوپونزی بر آتن پیروز شد، دیوارهای آتن فرو ریخت و حکومت آن سرنگون شد.
در ادامه با درگذشت داریوش دوم، بنابر وصیتش، پسر بزرگش اردشیر، به شاهنشاهی رسید. درحالی‌که بنابر عرف هخامنشی، کوروش، که در زمان پادشاهی پدر، زاده شده بود، حق داشت. به همین جهت کوروش با سپاهیان خود در سارد از جمله یک سپاه سیزده هزار نفره اسپارتی به ایران لشکر کشید و در منطقه‌ای به نام کوناکسا در نزدیکی بابل با سپاهیان شاه ایران روبرو گردید. در نتیجه این جنگ کوروش و همراهان یونانی‌اش شکست خوردند و کوروش جوان به همراه بسیاری از فرماندهان سپاهش در جنگ کشته شد و فرماندهان باقیمانده نیز بعد از جنگ اعدام شدند و گزنفون در نبود فرماندهان به بازگرداندن باقیمانده سپاه کوروش جوان به یونان اقوام نمود که در تاریخ به بازگشت ده هزار نفر معروف شد. این امر نشان از ضعف حکومت هخامنشی در آن دوران داشت که سپاه دشمن توانست از قلب شاهنشاهی به سرزمین خود بازگردد.
اسپارت که با نابودی آتن قدرت گرفته بود پادشاه خود آگسیلاس را به نبرد با ایران برای آزادسازی شهرهای یونانی فرستاد؛ ولی تیسافرن، شهربان ایرانی با خریدن اشراف اسپارت باعث شد، آنان سپاهیان خود را فرا بخوانند. در ادامه ایران به تفرقه‌افکنی در یونان ادامه داد که نتیجه آن شکست اسپارت از دیگر یونانیان شد. تا اینکه در جریان صلح آنتالکیداس، هر دو شهر ویران شده آتن و اسپارت میانجیگری شاهنشاه هخامنشی در امور یونان و سیادت ایران بر ایونیا و دریاها را پذیرفتند.

## منبع‌شناسی

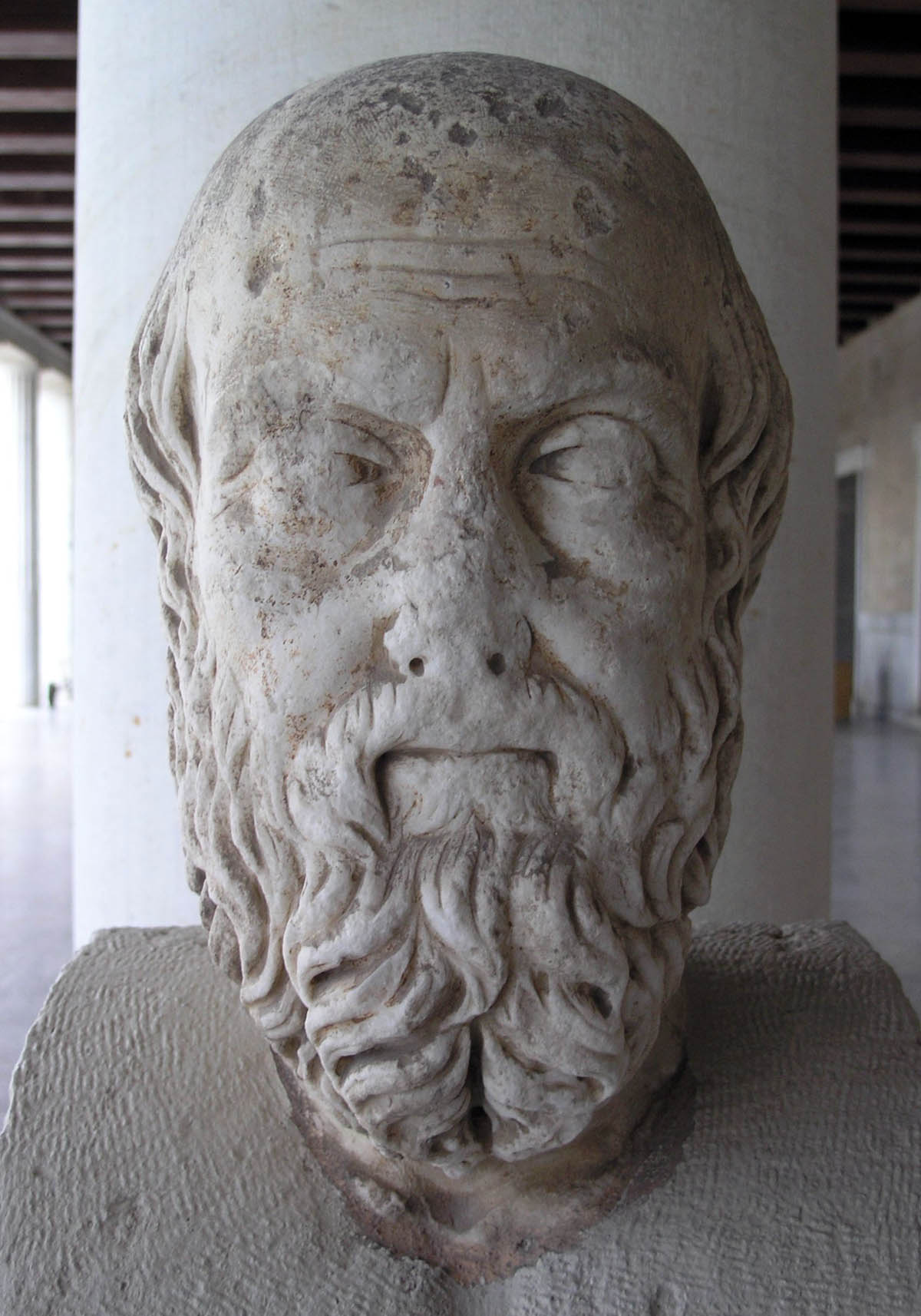
هرودوت، تنها منبع تاریخی برای جنگ‌های ایران و یونان

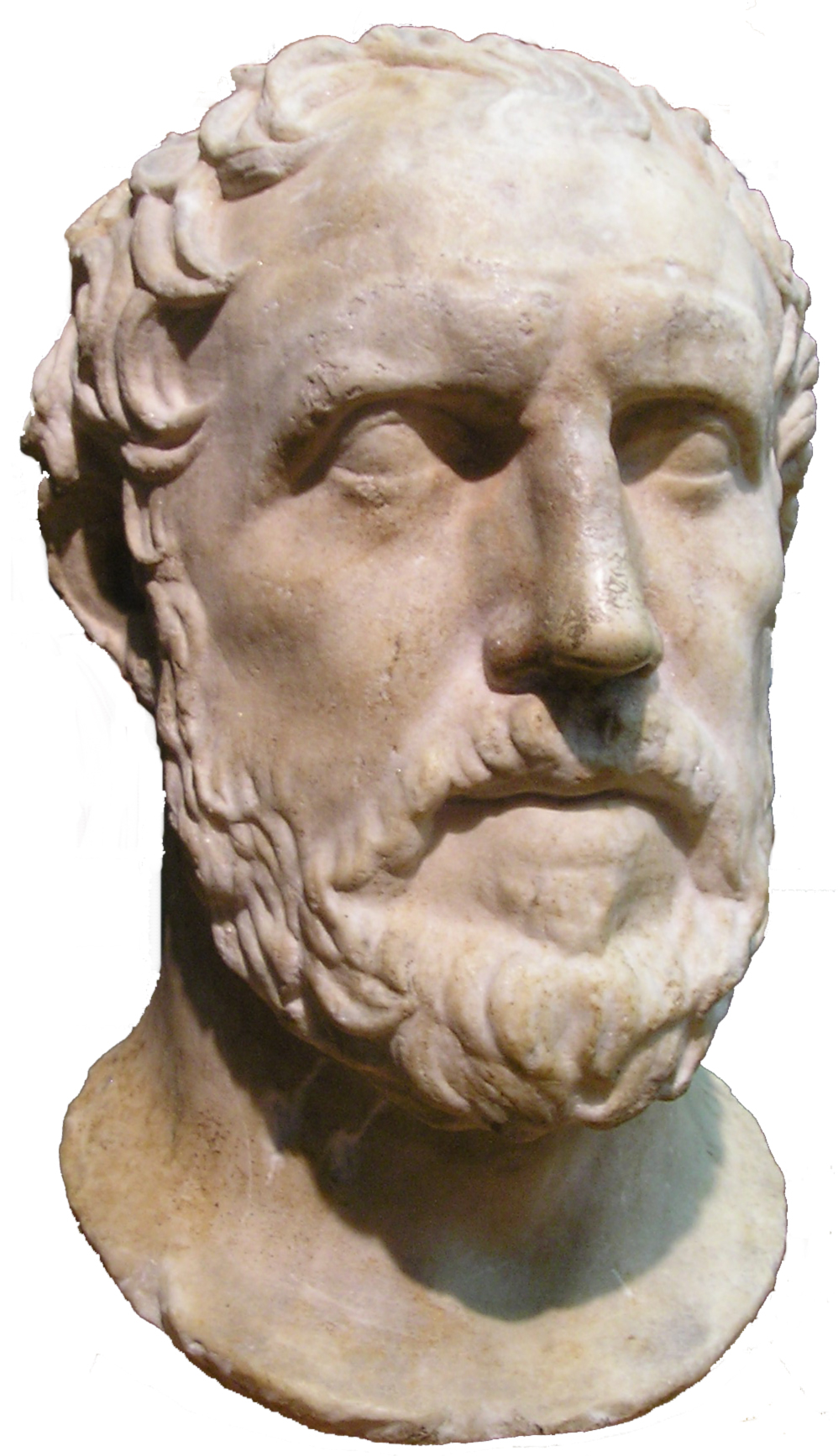
توسیدید ادامه دهنده راه هرودوت

تقریباً از جنگ‌های ایران و یونان هیچ منبع بازمانده‌ای از ایران وجود ندارد. با فاصله‌ای زمانی منبع اصلی جنگ‌های ایران و یونان هرودوت مورخ یونانی می‌باشد. هرودوت مورخی که به آن لقب «پدر تاریخ» را داده‌اند، در ۴۸۴ پیش از میلاد در آسیای صغیر، شهر هالیکارناس (شهری در شاهنشاهی هخامنشی) متولد شد. وی کتاب انکوایریس (تاریخ یونان که به پارسی تاریخ هرودوت نام دارد) را در ۴۴۰ تا ۴۳۰ پیش از میلاد می‌نویسد، وی سعی بر جمع‌آوری ریشه‌های جنگ ایران و یونان واقعه‌ای که هنوز از آن چیزی نگذشته بود می‌کند. رویکرد هرودوت برای نوشتن کتاب مانند نوشتن یک رمان بود که وی با منظم کردن آن‌ها تاریخ را به تصویر می‌کشید.